# Weisenbach
Weisenbach es un municipio alemán de unos 2.600 habitantes perteneciente al distrito de  Rastatt en el estado federado de Baden-Wurtemberg. Está ubicado en el valle inferior del río Murg en la Selva Negra Septentrional.